# Eaunes
Eaunes (okzitanisch: Èunes) ist eine französische Gemeinde mit 6525 Einwohnern (Stand: 1. Januar 2022) im Département Haute-Garonne in der Region Okzitanien. Eaunes gehört zum Arrondissement Muret und zum Kanton Portet-sur-Garonne. Die Bewohner werden Eaunois(es) genannt.

## Geographie
Eaunes liegt etwa zwanzig Kilometer südsüdöstlich von Toulouse zwischen den Flüssen Garonne und Ariège. Umgeben wird Eaunes von den Nachbargemeinden Villate im Norden, Labarthe-sur-Lèze im Nordosten, Lagardelle-sur-Lèze im Osten, Beaumont-sur-Lèze im Süden sowie Muret im Westen.

## Bevölkerungsentwicklung
| Jahr                      | 1962 | 1968 | 1975 | 1982 | 1990 | 1999 | 2006 | 2011 | 2019 |
| Einwohner                 | 429  | 527  | 1488 | 2347 | 2550 | 3389 | 4132 | 5521 | 6349 |
| Quelle: Cassini und INSEE |      |      |      |      |      |      |      |      |      |

## Sehenswürdigkeiten

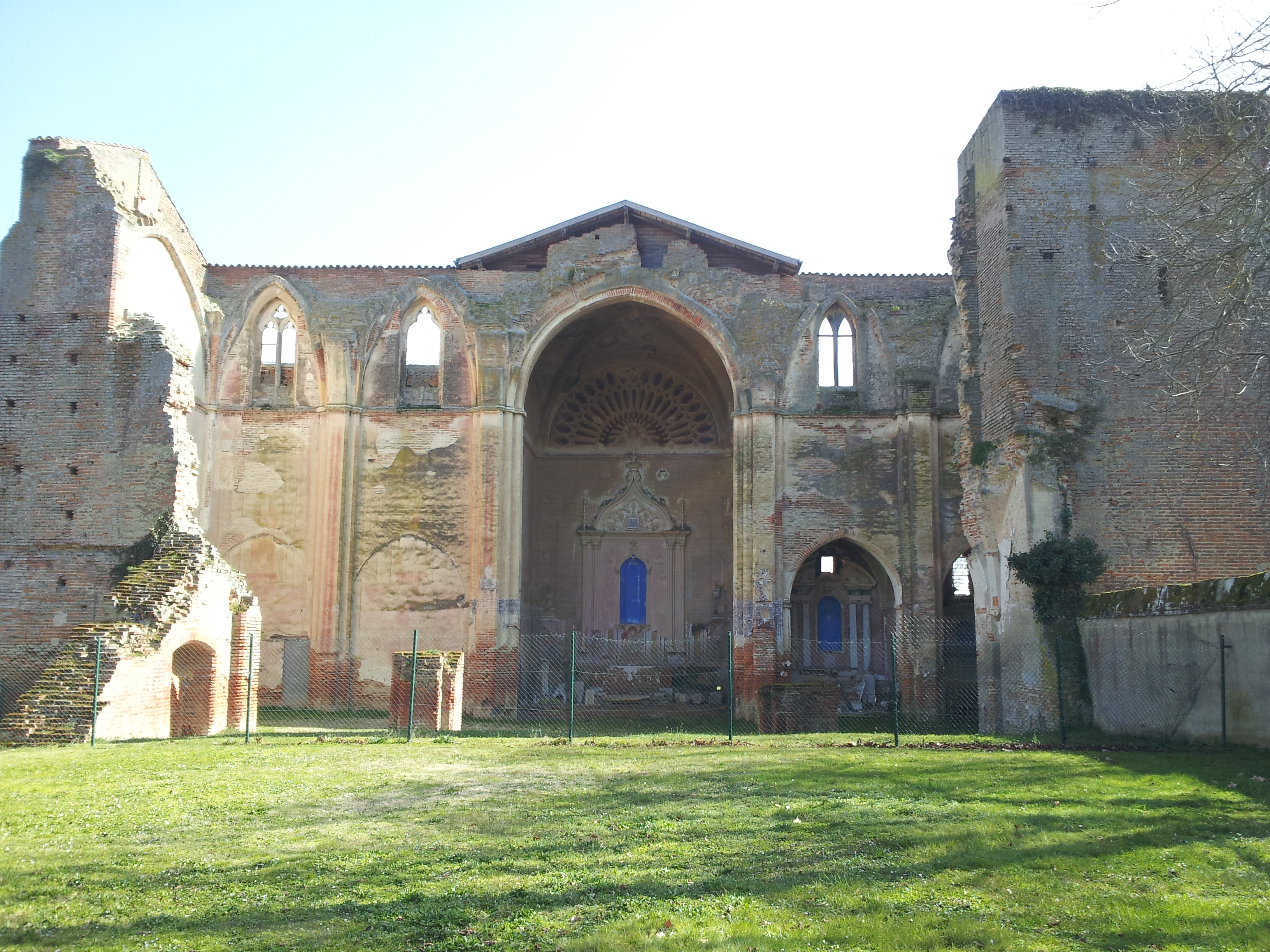
Kloster Eaunes

Siehe auch: Liste der Monuments historiques in Eaunes
- Abtei La Clarté-Dieu, Zisterzienserkloster, 1150 begründet, Tochtergründung der Abtei Planselve, seit 1932 Monument historique

## Gemeindepartnerschaften
Mit der italienischen Gemeinde Casier in der Provinz Treviso (Venetien) und mit der spanischen Gemeinde Albalate de Cinca in der Provinz Huesca (Aragon) bestehen Partnerschaften.